# Caio hidalgensis
Caio hidalgensis is een vlinder uit de familie van de nachtpauwogen (Saturniidae).
De wetenschappelijke naam van de soort is voor het eerst geldig gepubliceerd door Ronald Brechlin & Frank Meister in 2010.